# Charles Bozon
Charles Bozon (n. 15 decembrie 1932, Chamonix-Mont-Blanc, Haute-Savoie, Franța – d. 7 iulie 1964, Aiguille Verte⁠(d), Rhône-Alpes, Franța) a fost un schior alpin ce a reprezentat Franța, medaliat olimpic. A participat la două ediții ale Jocurilor Olimpice (1956, 1960) în care a câștigat o medalie de bronz.